# 葉文祺
葉文祺（英語：Ryan Ip Man Ki），測量師，現任團结香港基金副總裁兼研公共政策研究院執行總監，招商局置地獨立非執行董事，城規會委員。他於皇家特許測量師學會「香港年度大獎2020」中獲得「青年測量師大獎」 。

## 簡歷
葉文祺於香港中文大學經濟學系以一級榮譽畢業，並在倫敦政治經濟學院取得經濟學碩士，及持有特許測量師及特許金融分析師資格。他曾任職於仲量聯行及香港金融管理局，於2017年1月加入團結香港基金，現為基金會副總裁兼公共政策研究院執行總監。他經常於各大報章雜誌撰文及接受中外媒體訪問，評論香港樓市及政府政策。他於2023年5月獲招商局置地委任為獨立非執行董事，為公司成立以來最年輕的獨立非執行董事。他於2024年4月被香港政府分別委任為城市規劃委員會及香港海運港口局成員，並於同年11月被委任為地產代理監管局董事會成員。

## 參與公職
- 香港政府北部都會區諮詢委員會委員[9]
- 香港政府土地及建設諮詢委員會委員[10]
- 城市規劃委員會成員
- 香港海運港口局成員
- 地產代理監管局董事會成員
- 全國工商聯房地產商會香港及國際分會副會長[11]
- 香港房地產科技協會董事會成員[12]
- 香港童軍總會屯門東區區務委員會副會長

## 節目嘉賓
電視節目
- 無綫電視：新聞透視，樓市點睇，財經透視，Pearl Magazine[13]，時事多面睇，日日有樓睇，樓市速遞[14]，財經焦點[15]
- 香港有線電視：財智．商傳[16]，樓盤傳真[17]，講樓論市[18]，聲東擊西[19]
- Now TV：時事全方位[20]
- 香港電台：左右紅藍綠[21]，五夜講場[22]，The Pulse[23]，星期六問責
- 鳳凰衛視：時事大破解[24]
- 香港國際財經台: Talk The Walk[25]

電台節目
- 香港電台：千禧年代，自由風自由Phone[26]，投資新世代[27]，e線金融網[28]，Backchat[29]，Money Talk[30]
- 香港商業電台：在晴朗的一天出發
- 新城電台：新城地產街[31]，香樹輝King King傾，財知大道

## 著作
- 合編《尋路香港——以民為本的政策研究》，商務印書館，2022